# Emergency (album Kool & the Gang)
Emergency è il sedicesimo album del gruppo musicale statunitense Kool & the Gang, pubblicato nel 1984 su etichetta discografica De-Lite Records.
L'album, prodotto da Ronald Bell, contiene in tutto 7 brani. Tra questi, figurano Emergency, la canzone che dà il titolo all'album, in seguito pubblicata anche come singolo, e le hit Fresh, Misled e Cherish, pure pubblicate come singolo. Questi successi hanno reso Kool & the Gang l'unico gruppo ad aver piazzato quattro hit di uno stesso album nella top 20 a tutto il 1985.
L'album fu registrato presso i Compass Point Studios di Nassau (Bahamas). Si tratta dell'ultimo album del gruppo uscito su etichetta De-Lite Records, dopo 15 anni di collaborazione.

## Tracce

### Lato A
1. Emergency – 5:17 (G. Brown - Taylor)
2. Fresh – 4:22 (musica: S. Linzer - Taylor)
3. Misled – 4:56 (R. Bell - Taylor)
4. Cherish – 4:45 (R. Bell - Taylor)

### Lato B
1. Surrender – 5:00 (C. Williams - Taylor)
2. Bad Woman – 5:35 (G. Brown - Taylor)
3. You Are the One – 7:00 (C. Williams - Taylor)

## Staff artistico
- James "T" Taylor  (voce principale e cori)
- Starleana "Star" Young (cori)
- Ronald Bell (cori e produzione)
- Kendall Stubbs (cori e mixaggio)
- Curtis "Fitz" Williams (tastiere e sintetizzatore)
- Charles Smith (chitarra)
- Robert "Kool" Bell (basso)
- George Brown (batteria)
- Jimmy Maelen (percussioni)
- Dennis "D.T." Thomas (saxofono)
- Ronald "Khalis" Bell (saxofono e sintetizzatore)
- Clifford Adams (trombone)
- Michael Ray (tromba)
- Robert "Spike" Mickens (tromba)